# Rybné
Pour les articles homonymes, voir Rybne.
Rybné (en allemand : Rybny) est une commune du district de Jihlava, dans la région de Vysočina, en République tchèque. Sa population s'élevait à 120 habitants en 2024.

## Géographie
Rybné se trouve à 8 km au sud-sud-est de Polná, à 12 km à l'est-nord-est de Jihlava et à 119 km au sud-est de Prague.
La commune est limitée par Jamné au nord-ouest et au nord, par Zhoř au nord-est, par Nadějov et Věžnice à l'est, par Vysoké Studnice au sud et par Kozlov à l'ouest.

## Histoire
La première mention écrite de la localité date de 1359.

## Transports
Par la route, Rybné se trouve à 8,2 km de Polná, à 13,5 km de Jihlava et à 133 km de Prague.